# Leucothyreus verticalis
Leucothyreus verticalis är en skalbaggsart som beskrevs av Ohaus 1924. Leucothyreus verticalis ingår i släktet Leucothyreus och familjen Rutelidae. Inga underarter finns listade i Catalogue of Life.